# Oscar Hiljemark
Oscar Hiljemark (Suecia, 28 de junio de 1992) es un exfutbolista y entrenador sueco que jugaba de centrocampista. Desde junio de 2024 dirige al IF Elfsborg.

## Trayectoria

### Como jugador
Jugó como juvenil en el Gislaveds IS hasta el año 2008, cuando fue fichado por el IF Elfsborg.
Debutó como jugador profesional en la Allsvenskan sueca con el IF Elfsborg el 26 de septiembre de 2010, a los 18 años de edad, en un partido ante el IF Brommapojkarna que finalizó 2-2.
El 4 de enero de 2013, Oscar ficharía por el PSV Eindhoven de la Eredivisie, firmó un contrato por 4 años. Su primer partido fue el 26 de enero, entrando desde el banco, reemplazando a Tim Matavž el resultado final fue victoria 5 - 1 a favor del PSV contra el Heracles Almelo. A pesar de jugar casi 50 partidos con el club neerlandés solo marcó 2 goles.
En 2015, luego de proclamarse campeón de la Eurocopa Sub-21 entre los años 2013 y 2015, fue fichado por el U. S. Palermo de la Serie A, jugaría 54 y marcaría 4 goles, es recordado por darle un gran pase gol a Franco Vázquez para el tercer gol en la victoria 3 a 2 contra el Hellas Verona por un partido importante por la permanencia en la temporada 2015-16.
El 26 de enero de 2017 el U. S. Palermo cedió a préstamo con opción de compra obligatoria a Oscar al Genoa C. F. C., donde finalmente cumplirían con la cláusula al final de la temporada 2016-17, jugando 14 partidos y marcando 2 goles en esa media temporada. Y para 31 de agosto de 2017 el Genoa cedería al jugador a préstamo al Panathinaikos F. C. de la Superliga de Grecia.
En septiembre de 2019 fue traspasado al F. C. Dinamo Moscú, permaneciendo en el club hasta final de temporada.
En octubre de 2020 se comprometió con el Aalborg BK hasta 2023. En junio del año siguiente el club anunció que, como consecuencia del dolor que sentía a causa de una lesión que sufrió en noviembre, se retiraba y pasaba a ejercer de entrenador asistente hasta junio de 2024.

### Como entrenador
En marzo de 2023, tras la destitución de Erik Hamrén, fue nombrado entrenador principal del Aalborg BK hasta final de temporada. En el mes de mayo renovó su contrato hasta 2027 después de haber acumulado una racha de siete partidos sin conocer la derrota, pero acabaron descendiendo. A raíz de ello, iba a ser la primera vez desde 1986, y la primera desde la creación de la Superliga de Dinamarca en 1991, que el club no competiría en la máxima categoría.
A mediados de abril de 2024 dejó Aalborg para regresar al IF Elfsborg, aunque no se iba a hacer cargo del equipo hasta el 3 de junio.

## Selección nacional
Fue internacional con la selección sub-17 de Suecia en tres ocasiones, en las cuales marcó un gol.
Asimismo, fue convocado por la selección sub-19 de Suecia en diez ocasiones, en las cuales convirtió dos veces.
A principios de 2011 fue convocado para formar parte de la selección sub-21 de Suecia. Finalmente Suecia se consagraría campeón en República Checa venciendo por penales 4 a 3 contra Portugal, luego de empatar el partido final 0 a 0.

## Clubes

### Como jugador
| Club                         | País         | Año       | Partidos | Goles |
| ---------------------------- | ------------ | --------- | -------- | ----- |
| IF Elfsborg                  | Suecia       | 2010-2013 | 75       | 8     |
| PSV Eindhoven                | Países Bajos | 2013-2015 | 65       | 2     |
| U. S. Palermo                | Italia       | 2015-2016 | 55       | 4     |
| Genoa C. F. C.               | Italia       | 2017-2019 | 47       | 3     |
| Panathinaikos F. C. (cesión) | Grecia       | 2017-2018 | 19       | 2     |
| F. C. Dinamo Moscú           | Rusia        | 2019-2020 | 15       | 0     |
| Aalborg BK                   | Dinamarca    | 2020-2021 | 11       | 1     |

### Como entrenador
| Club        | País      | Año       |
| ----------- | --------- | --------- |
| Aalborg BK  | Dinamarca | 2023-2024 |
| IF Elfsborg | Suecia    | 2024-     |

## Palmarés

### Títulos nacionales
| Título      | Club          | País         | Año  |
| ----------- | ------------- | ------------ | ---- |
| Allsvenskan | IF Elfsborg   | Suecia       | 2012 |
| Eredivisie  | PSV Eindhoven | Países Bajos | 2015 |

### Títulos internacionales
| Título          | Club (*)      | País            | Año  |
| --------------- | ------------- | --------------- | ---- |
| Eurocopa sub-21 | Suecia sub-21 | República Checa | 2015 |

(*) Incluyendo la selección.